# 청성사
청성사(淸城祠)는 대한민국 경기도 포천시 신북면 가체리에 있는 조선시대의 사당이다. 1975년 9월 5일 경기도의 유형문화재 제64호로 지정되었다.

## 개요
청성사는 통일신라 말기의 학자인 고운 최치원(崔致遠, 857~?)선생을 제향한 사당이다. 최치원은 12세 때인 신라 경문왕 9년(869)에 당나라에 유학하여 과거에 급제, 선주 표수현에서 고을의 교육을 담당하던 관리인 현위(縣尉)를 거쳐 관리들의 감찰을 담당하는 시어사(侍御史) 등을 역임하였다. 879년에 황소의 난(黃巢亂)이 일어나자 이를 토벌하기 위한 『토황소격문(討黃巢檄文)』을 지어 붓으로 적을 물리칠 정도로 명문장가였다.
통일신라 885년(헌강왕 11)에 귀국하여 당과의 외교문서를 작성하고 정리하는 직책을 맡았다. 894년(진성여왕 8) 나라를 개혁하기 위한 『시무10조(時務十條)』를 올려 아찬(阿飡)의 관직에 올랐으나 중앙귀족의 반발로 실현되지 못하자, 관직을 버리고 가야산 해인사에 들어가 은둔하며 여생을 마쳤다.
최치원은 주옥같은 문장을 많이 남겨 동방 문장의 창시자라 불렸으며, 유교의 성인들을 모신 문묘에 배향되었다. 청성사는 정면3칸 측면1칸 반의 평면규모로 지붕이 맞닿아 있는 맞배지붕 형태이다.

## 참고 문헌
- 청성사 - 국가유산청 국가유산포털